# Dálnice 66 (Izrael)
Dálnice 66, přesněji spíš Silnice 66 (hebrejsky: 66 כביש, Kviš 66) je krátké silniční spojení nikoliv dálničního typu (bez vícečetných jízdních pruhů a s úrovňovými křižovatkami) o délce 17 kilometrů v severním Izraeli.

## Trasa silnice
Začíná kontrolním stanovištěm izraelské armády na hranici Západního břehu Jordánu nedaleko vesnice Giv'at Oz. Původně sice vycházela z města Dženín, ale tento úsek je od 90. let 20. století pod plnou kontrolou Palestinské autonomie a není využíván pro izraelskou silniční dopravu.
Silnice odtud vede severozápadním směrem podél okraje Jizre'elského údolí, na úpatí vysočiny Ramat Menaše. V prostoru křižovatky Megido u starověkého Megida se kříží s dálnicí číslo 65 a vede dál severozápadním směrem. Končí u města Jokne'am, kde se kříží s dálnicí číslo 70, která pak pokračuje směrem k Haifě.